# ريتشارد جونز (لاعب كريكت)
ريتشارد جونز (14 مارس 1857 - 9 مايو 1935 في المملكة المتحدة) (بالإنجليزية: Richard Jones)‏ هو محامي ولاعب كريكت بريطاني (وحمل سابقاً جنسية المملكة المتحدة لبريطانيا العظمى وأيرلندا). لعب مع Kent County Cricket Club ‏.

## وصلات خارجية
- ريتشارد جونز على موقع إي آس بي آن كريك إنفو (الإنجليزية)